# Campo Tures
Campo Tures, németül: Sand in Taufers, település Olaszországban, Bolzano autonóm megyében, Dél-Tirolban, az Ahr folyó mellett. Lakosainak száma 5717 fő (2023. január 1.). Campo Tures Gais, Perca, Predoi, Rasen-Antholz, Selva dei Molini, Valle Aurina és Sankt Jakob in Defereggen községekkel határos.

## Népesség
A település népességének változása:
| Lakosok száma | 5390 | 5430 | 5717 |
|               | 2017 | 2018 | 2023 |